# Оёрское сельское поселение
Се́льское поселе́ние «Оёрское» (бур. Оëорын hомон) — муниципальное образование в Джидинском районе Бурятии Российской Федерации.
Административный центр — село Оёр.

## История
Статус и границы сельского поселения установлены Законом Республики Бурятия от 31 декабря 2004 года № 985-III «Об установлении границ, образовании и наделении статусом муниципальных образований в Республике Бурятия»

## Население
| 2002 | 2011  | 2012  | 2013  | 2014 | 2015 | 2016 |
| ---- | ----- | ----- | ----- | ---- | ---- | ---- |
| 1322 | ↘1087 | ↘1055 | ↘1043 | ↘983 | ↘952 | ↘939 |
| 2017 | 2018  | 2019  | 2020  | 2021 | 2023 | 2024 |
| ↘915 | ↘899  | ↘883  | ↘861  | ↗892 | ↘863 | ↘836 |

## Состав сельского поселения
| № | Населённый пункт | Тип населённого пункта       | Население |
| - | ---------------- | ---------------------------- | --------- |
| 1 | Оёр              | село, административный центр | ↘771      |
| 2 | Старый Укырчелон | село                         | ↘49       |
| 3 | Тохой            | село                         | ↘261      |